# Mars 1942
Les événements concernant la Seconde Guerre mondiale sont détaillés dans l'article Mars 1942 (Seconde Guerre mondiale).

## Événements
- Premier vol de l'autogire embarqué sur sous-marin Focke-Achgelis Fa 330 Bachstelze.
- Premier vol de l'avion de transport à grande capacité allemand Messerschmitt Me 323.

- 3 mars : exposition Artistes en exil à New York, avec Breton, Chagall, Ernst, Léger, Lipchitz, Masson, Matta, Mondrian, Tanguy et Zadkine.

- 3 et 4 mars : raid aérien britannique contre les usines Renault de Billancourt : 623 morts.

- 7 mars : les Japonais débarquent en Nouvelle-Guinée.

- 8 mars :
  - L’armée japonaise s’empare de Rangoon, la capitale birmane.
  - À Java, les troupes alliées capitulent.

- 9 mars :
  - les forces alliées capitulent sans condition à Bandung (les Néerlandais ont refusé l’offre des nationalistes de constituer des milices pour participer à la défense de l’archipel indonésien);
  - le Premier ministre László Bárdossy est limogé par le régent en Hongrie sous l’influence des milieux conservateurs. Son successeur Miklós Kállay continue la collaboration militaire avec l’Allemagne et donne son accord au recrutement de nouveaux contingents d’Allemands de Hongrie pour la Waffen-SS. Après la déroute de Rommel à El-Alamein et le débarquement Allié en Afrique (8 novembre), Kállay envisage la formation d’un bloc neutre dans les Balkans sous égide turque. Il décline les réclamations allemandes concernant la « solution » au problème juif par déportation et sélectionne des diplomates chargés de missions secrètes auprès d’États neutres pour prendre contact avec les Anglo-Américains.

- 13 mars : le premier convoi de Juifs arrive à Bełżec, le deuxième camp de la mort après Chełmno.

- 17 mars : le dirigeant nationaliste indonésien Ahmed Soekarno, emprisonné depuis deux ans, est libéré par les Japonais.

- 18 mars : Staline reçoit le général polonais Władysław Anders : les deux hommes décident de fixer le nombre de soldats dans l’armée polonaise de l'est à 44 000, le surnombre devra être évacué vers l’Iran.

- 20 mars :
  - les Américains évacuent les Philippines, à la suite des bombardements des Japonais.
  - premier vol du chasseur japonais Mitsubishi J2M ;
  - premiers ballons de l’Opération Outward lâchés par les Britanniques vers l'Allemagne.

- 22 mars : Darwin, en Australie, est bombardée par l'Armée de l'Air japonaise.

- 22 mars - 11 avril[1] : Churchill envoie Sir Stafford Cripps proposer au Parti du Congrès et à la Ligue musulmane un statut de dominion à la fin de la guerre si l’Inde coopérait. Le Congrès refuse, adopte une résolution de non-coopération et proclame la désobéissance civile (8 août).

- 23 mars :
  - Les îles Andaman (golfe du Bengale) sont envahies par les Japonais.
  - Plus de 40 000 Polonais (33 069 militaires et 10 789 civils, dont environ 3 100 enfants) commencent à être évacués d'URSS vers l’Occident via la région de Tachkent et l’Iran ; ils formeront le deuxième Corps polonais.

- 24 - 30 mars : bataille de Taungû entre Chinois et Japonais en Birmanie.

- 27 mars :
  - Capitulation de la garnison néerlandaise de Sulawesi.
  - Premier convoi de Juifs quittant la France (à partir du camp de Compiègne) pour rejoindre les camps de concentration : 1146 déportés, 19 survivants à la Libération[2].
  - Un raid britannique, l'Opération Chariot permet de rendre la Forme Joubert de Saint-Nazaire inopérante. Les cuirassés allemands ne peuvent plus réparer sur l'Atlantique.

- 28 mars :
  - Raid de commandos britanniques sur Saint-Nazaire.
  - France : création des FTPF (Francs-tireurs et partisans français) par le Parti communiste.

- 30 mars : intervention américaine à Vichy contre un retour de Laval au pouvoir.

## Naissances
- 1er mars : Gabriel Hudon, canadien, terroriste, membre-fondateur du FLQ.

- 2 mars :
  - John Irving, romancier américain.
  - Luc Plamondon, parolier canadien.

- 3 mars : 
  - Vladimir Kovalionok, cosmonaute soviétique.
  - John Momis, homme d'État et diplomate papou-néo-guinéen, président de la Région autonome de Bougainville depuis 2010.

- 6 mars : Jacques Bonnier, rejoneador français.

- 9 mars : John Cale, compositeur britannique.

- 12 mars : Ratko Mladić, personnalité militaire serbe.

- 16 mars : Jerry Jeff Walker, compositeur et chanteur et de country († 23 octobre 2020).

- 17 mars : 
  - Philippe Gondet, Footballeur français.
  - John Wayne Gacy, Tueur en série américain († 10 mai 1994).

- 18 mars : Albert Van Vlierberghe, coureur cycliste belge († 20 décembre 1991).

- 21 mars : Françoise Dorléac, actrice française († 26 juin 1967).

- 22 mars : Alain Gottvallès, nageur français.
- 25 mars : Alexis Dipanda Mouelle, premier président de la cour suprême du Cameroun.

- 23 mars : Ama Ata Aidoo, écrivaine et dramaturge ghanéenne († 31 mai 2023).

- 26 mars : François Léotard, homme politique français († 25 avril 2023).

- 28 mars : Daniel Dennett, philosophe américain († 19 avril 2024).

- 29 mars : Scott Wilson, acteur américain († 6 octobre 2018).

## Décès
- 5 mars : Edgar Nelson Rhodes, premier ministre de la Nouvelle-Écosse.

- 7 mars : Jose Raul Capablanca, joueur d'échecs cubain.

- 8 mars : Mary MacSwiney, députée indépendantiste et féministe irlandaise (° 27 mars 1872).

- 11 mars : Raoul Dandurand, homme politique.

- 12 mars : Robert Bosch, industriel allemand.

- 14 mars : Louise Marie Puisoye, peintre française (° 16 août 1855).

- 15 mars : Herman Richir, peintre belge (° 4 décembre 1866).

- 21 mars : J. S. Woodsworth, homme politique socialiste.

- 27 mars : Julio González, sculpteur et dessinateur espagnol, à Arcueil (France).